# مارلين تايلر
مارلين تايلر (بالإنجليزية: Marilyn Tyler)‏ هي مغنية ومغنية أوبرا أمريكية، ولدت في 6 ديسمبر 1926 في بروكلين في الولايات المتحدة، وتوفيت في 21 ديسمبر 2017.

## وصلات خارجية
- مارلين تايلر على موقع ميوزك برينز (الإنجليزية)
- مارلين تايلر على موقع ديسكوغز (الإنجليزية)